# 1958年伊拉克议会选举
1958年伊拉克议会选举于1958年5月5日在伊拉克举行。这是伊拉克君主国的最后一次选举。大多数政党在1954年解散。主要的反对党联盟国民联合阵线决定抵制选举。支持政府的候选人赢得了145个席位中的140个，而独立候选人赢得了剩下的5个席位。新议会只持续了两个月。7月14日，君主制政府在军事政变中被推翻。